# メート・パルロフ
メート・パルロフ（Mate Parlov、1948年11月16日 - 2008年7月29日）は、クロアチア（ユーゴスラビア）のプロボクサー。スプリト＝ダルマチア郡スプリト出身。元WBC世界ライトヘビー級王者。共産圏初の世界王者。

## 略歴
1972年ミュンヘンオリンピックのライトヘビー級金メダリスト。1975年5月31日、プロデビュー。デビュー戦以来いきなり12連勝を飾る。13戦目で後の世界王者マシュー・サード・ムハマドに判定で敗れ初黒星を喫したが、1976年7月10日、ドメニコ・アディノルフィを11回でKO、欧州ライトヘビー級王座を獲得した。
同タイトルを3度防衛したのを含めてその後も連勝を続け、1978年1月7日、ミラノでミゲル・アンヘル・クエリョを左ストレート一撃でKO、WBC世界ライトヘビー級王者となる。
同年6月17日、元WBC世界王者ジョン・コンテを判定で下して初防衛に成功したが、6か月後の12月2日、マービン・ジョンソンに10回でKOされ、王座を失った。
1979年12月8日、ウェイトをクルーザー級に上げ、マービン・カメルと同級初代王座を争ったが引分。翌1980年3月31日、同王座を賭け再びカメルと戦ったが、判定負けで二階級制覇に失敗した。
2008年7月29日、プーラで5か月前に肺癌の診断を受け治療中だったが死去。59歳没。

## 通算戦績
27戦24勝（12KO）2敗1引分